# Пеленг (шикування)

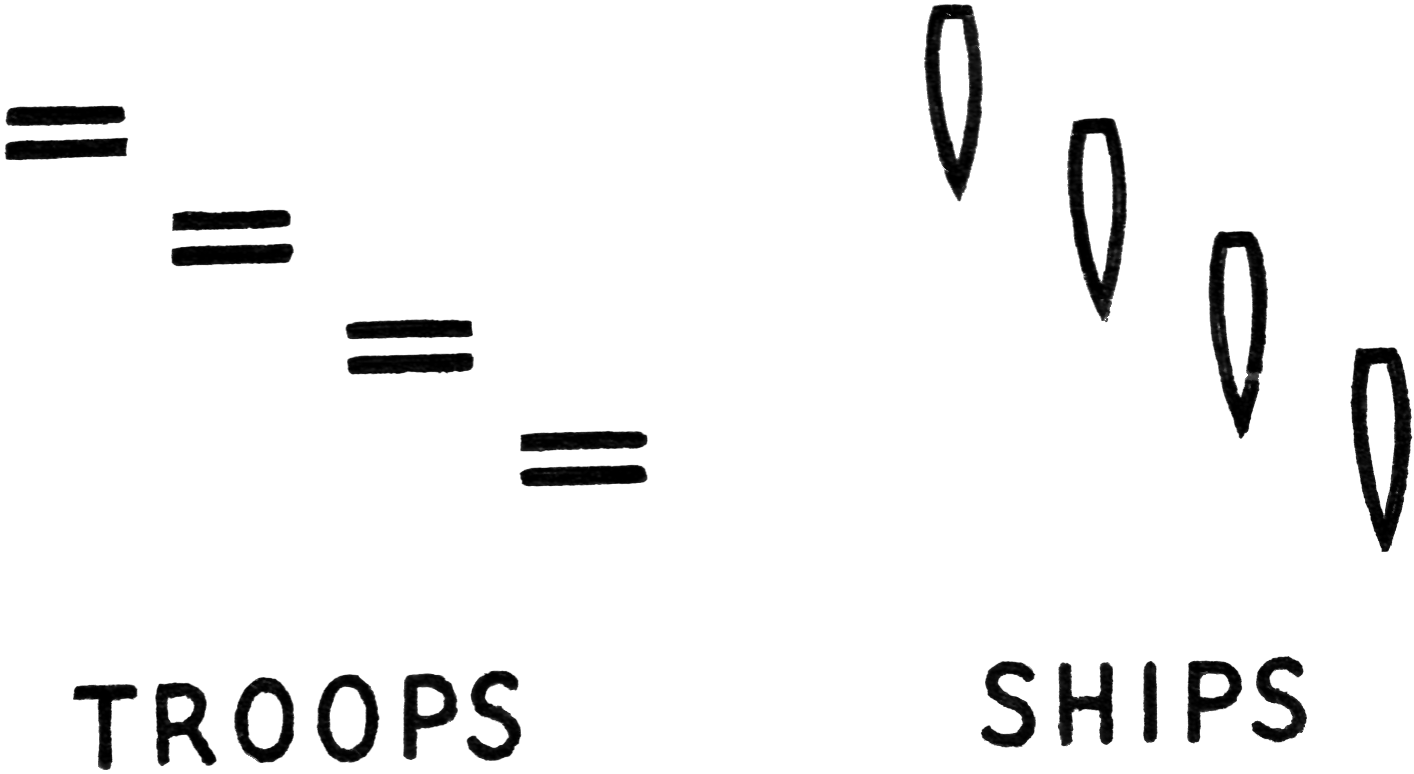
Пеленг кораблів (праворуч); ліворуч пеленги ешелонів формувань військ. Англосаксонські умовні знаки.

Пе́ленг — стрій (шикування) кораблів (літальних апаратів, суден), при якому лінія строю розташовується за заданим пеленгом від зрівнювача (або ведучого ЛА).
Інші назви — стрій уступа (при куті рівності 45° або 135°); ешелон (для ЛА).
Для кораблів характерний як бойовий порядок тральщиків (при траленні), рідше малих протичовнових кораблів (при пошуку).
Для літальних апаратів — як бойовий порядок (розімкнутий стрій пеленга) або парадний стрій (зімкнутий).

## Галерея

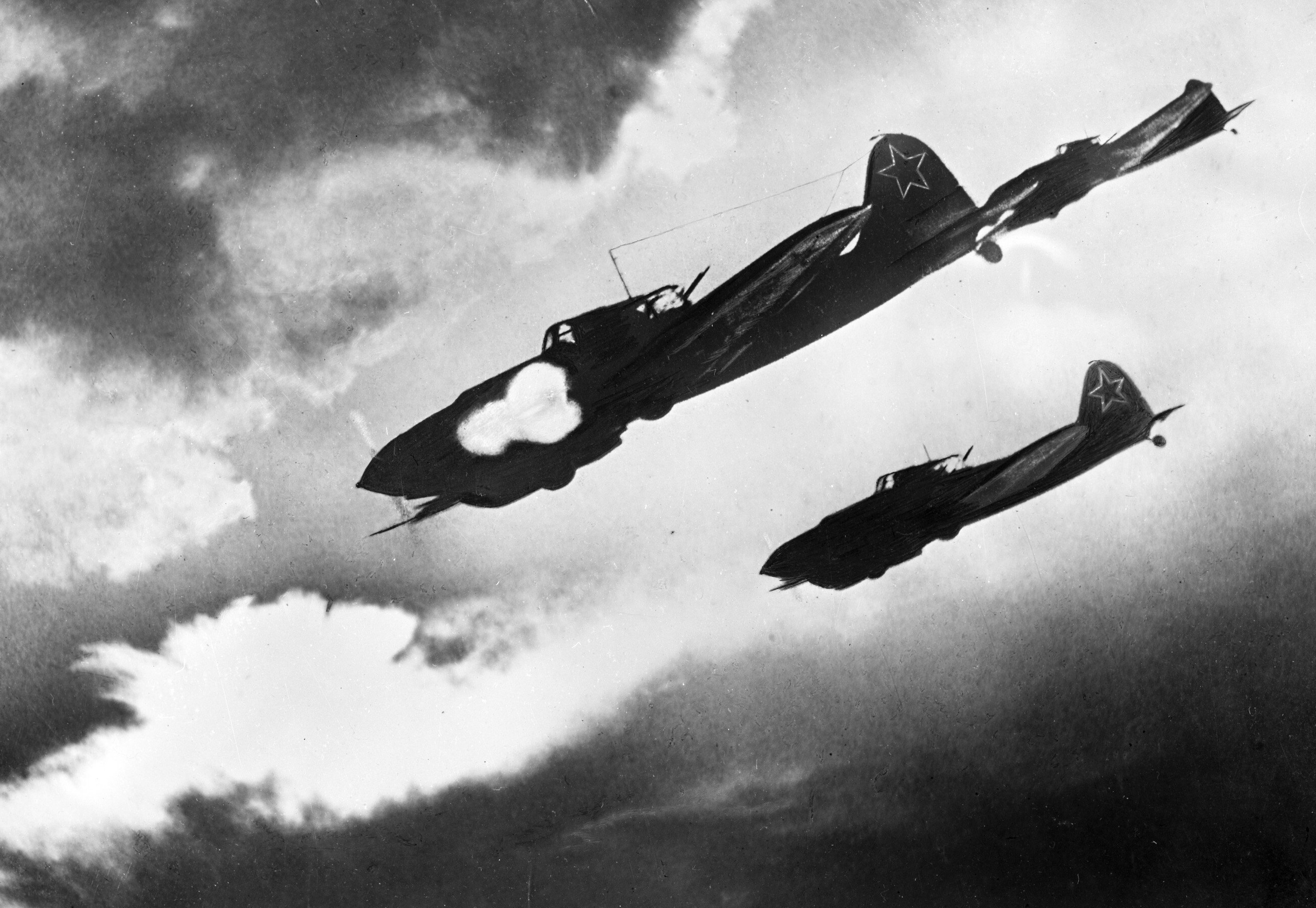
Розімкнутий стрій пеленга, штурмування ланкою «Іл-2 атакує», радянські льотчики на літаках Іл-2 атакують колону противника, Курська дуга, Воронезький фронт, 1 липня 1943 року.
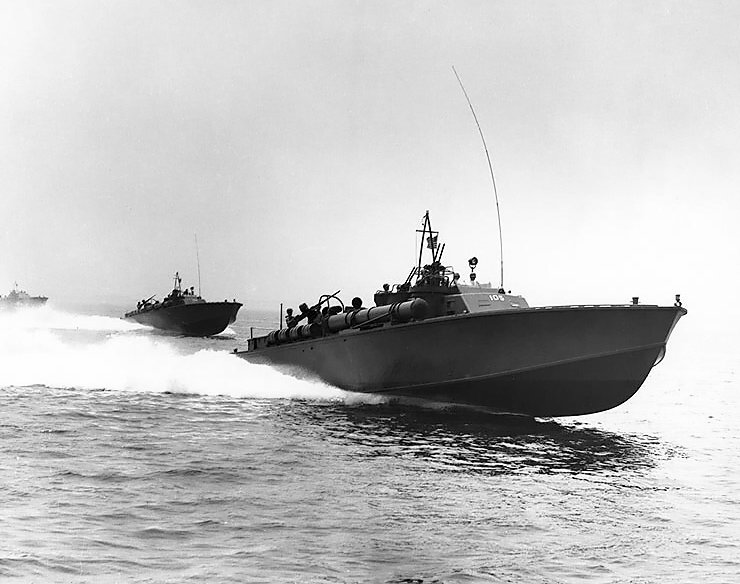
Пеленг ланки американських торпедних катерів PT-105[en], липень 1942 року.
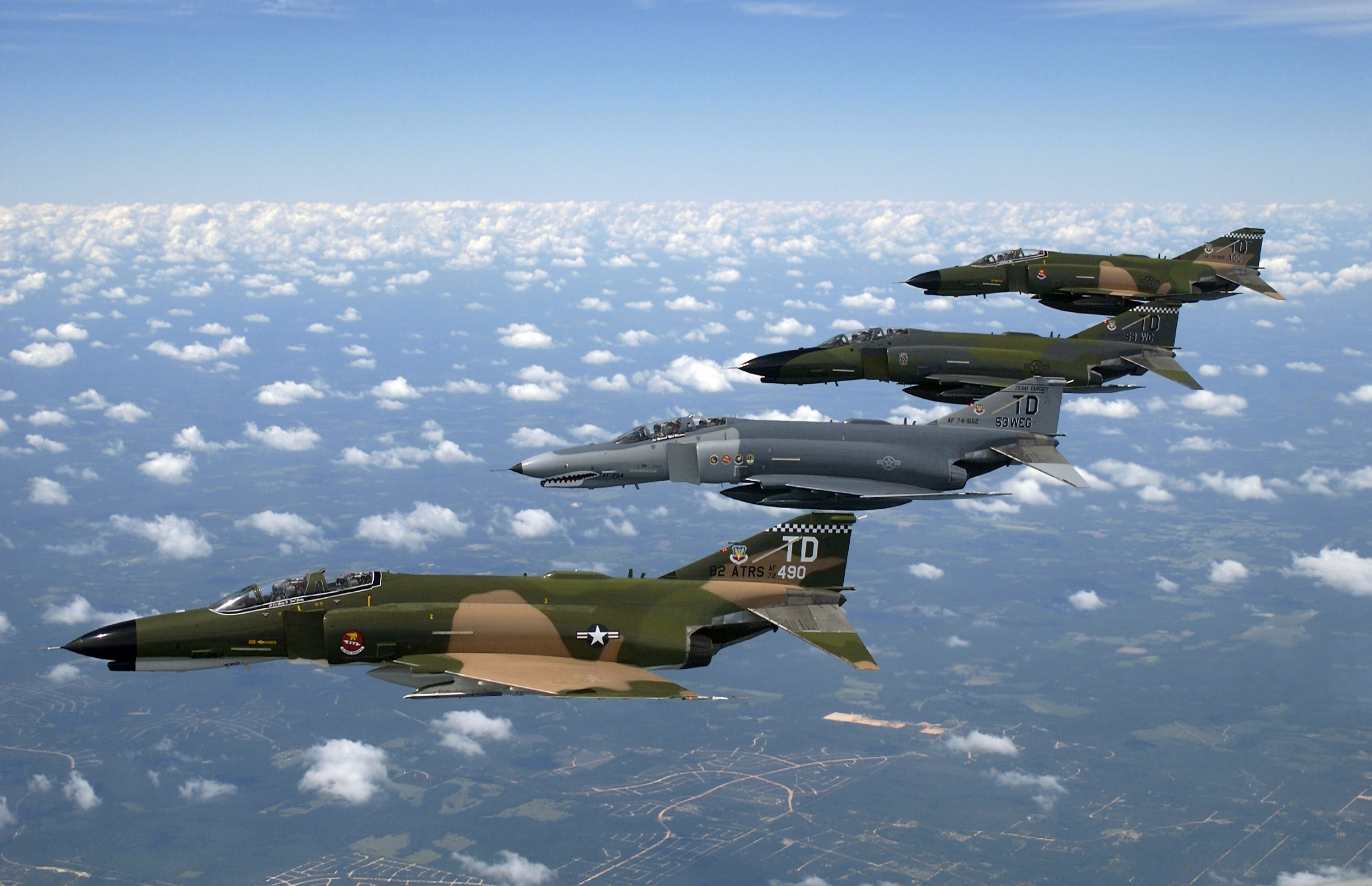
Зімкнутий стрій пеленга, ланка американських «Фантомів» над Флоридою, 1997 рік.
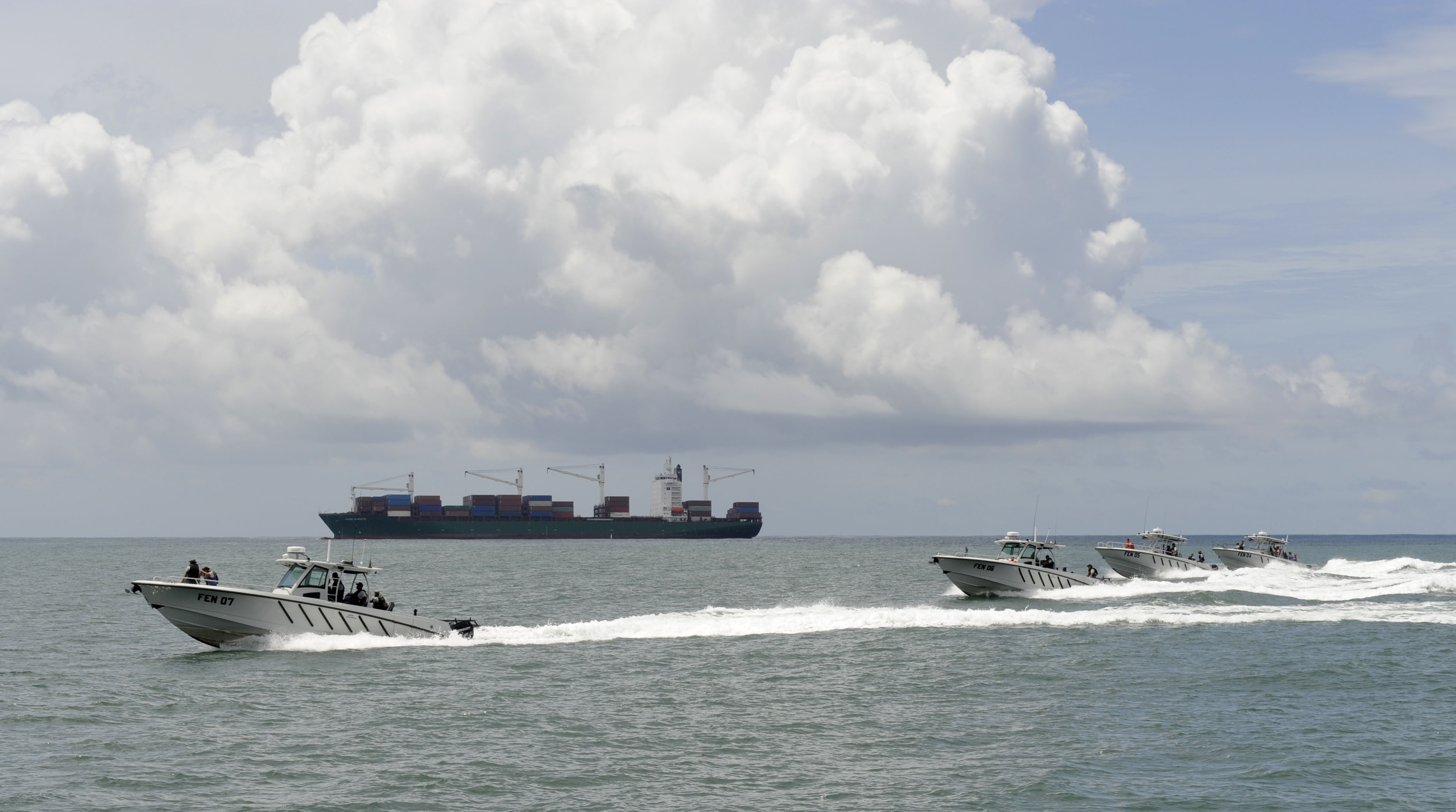
Катери в строю пеленга.